# الشعبة (المخادر)

تعديل مصدري - تعديل

الشعبة محلة تابعة لقرية ذمرة، التابعة لعزلة الوادي بمديرية المخادر إحدى مديريات محافظة إب في الجمهورية اليمنية، بلغ تعداد سكانها 28 حسب تعداد اليمن لعام 2004.